# Bristol Buckingham
Le Bristol Buckingham était un avion militaire de la Seconde Guerre mondiale, construit au Royaume-Uni par la Bristol Aeroplane Company. Conçu comme bombardier, mais de conception rapidement dépassée, il a été construit en petit nombre et a servi principalement comme avion de transport et avion de liaison.

## Variantes
Type 163 Buckingham
Type 163 Buckingham
Type 163 Buckingham C1
Type 164 Brigand
Type 165 Brigand II
Type 166 Buckmaster
Type 169